# Kuessipan
Kuessipan es una película dramática canadiense, dirigida por Myriam Verreault,  que se estrenó en 2019.  Es una adaptación de la novela del mismo nombre de la novelista innu Naomi Fontaine.

## Argumento
La película se centra en la vida de dos amigas, Mikuan (Sharon Ishpatao Fontaine) y Shaniss (Yamie Grégoire), dos jóvenes innu en Uashat-Maliotenam, cuya amistad de siempre se pone a prueba cuando una de ellas se enamora de un hombre blanco (Étienne Galloy) y planea mudarse ya que la reserva se le queda pequeña.
El reparto de la película también incluye a Douglas Grégoire y Brigitte Poupart.
El director de fotografía Nicolas Canniccioni y Verreault lo filmaron en Innu Takuaikan Uashat Mak Mani-Utenam y Sept-Îles, Quebec.
La película se estrenó en el Festival Internacional de Cine de Toronto de 2019.

## Reconocimientos
- Mención especial del Jurado en el 34º Festival Internacional de Cine Francófono de Namur.
- Mención especial Directora canadiense emergente para Myriam Verreault en el Festival Internacional de Cine de Vancouver.

En el Rendez-vous Quebec Cinéma, la película ganó:
- Premio Gilles-Carles.
- Premio Jacques-Marcotte: "mejor guion de largometraje".
- Premio del Jurado en ciernes, otorgado por un jurado formado por tres cinéfilos cuyas edades oscilan entre los 13 y los 16 años.